# Edificio Banesto (Albacete)
El edificio Banesto, también conocido como casa de Juan López, es un edificio señorial de estilo ecléctico de principios del siglo XX situado en la ciudad española de Albacete.

## Historia
El edificio fue construido en 1922 en la calle Marqués de Molins -esquina calle Concepción- de la capital albaceteña, obra de los arquitectos Julio Carrilero y Manuel Muñoz Casayús por encargo de Juan López, primer inquilino del edificio, de ahí su nombre.
El 5 de febrero de 2019 el inmueble fue declarado Bien de Interés Patrimonial, con la categoría de «Construcción de Interés Patrimonial», en una resolución publicada el día 20 de ese mismo mes en el Diario Oficial de Castilla-La Mancha.

## Características
El edificio posee un estilo ecléctico. Destacan las cornisas, pilastras, capiteles y balcones que acentúan el marcado relieve de su fachada. El edificio está coronado por una cúpula señorial sobre la que se eleva una linterna. Es la sede central de Banesto en Albacete.